# مجتبی استکی
مجتبی استکی (زاده ۱ فروردین ۱۳۳۴ در شهرکرد_ درگذشتهٔ ۱ دی ۱۳۶۰ در مشهد) سیاستمدار ایرانی و نماینده شهرکرد در دوره اول مجلس شورای اسلامی و از اعضائ حزب جمهوری اسلامی شهرکرد بود که در اول دی ۱۳۶۰ در مشهد به همراه امامقلی جعفرزاده، فرماندار شهرکرد توسط سازمان مجاهدین خلق ترور شد. وی برادر رحمان استکی بود.

## زندگی‌نامه
مجتبی استکی در اول فروردین ۱۳۳۴ در خانواده‌ای مذهبی در شهرکرد متولد شد. تحصیلات ابتدایش را در شهرکرد گذراند. و در سال ۱۳۵۲ دیپلم و مدتی بعد در انستیتوی تکنولوژی اهواز فوق دیپلمش را گرفت و در اواخر سال ۱۳۵۵ به خدمت سربازی رفت. در سال ۱۳۵۷ در جریان انقلاب به فرمان سید روح‌الله خمینی از خدمت نظام وظیفه سر باز زد و به شهرکرد آمد و در کنار برادرش رحمان استکی (که در حادثه بمب‌گذاری دفتر حزب جمهوری اسلامی کشته شد) و سایر مبارزین و روحانیون از جمله سیّد عطاءالله احمدی به ایجاد جلسات و تشکیلات مذهبی پرداخت.

## بعد از انقلاب
استکی از اوایل انقلاب در تشکیل کمیته انقلاب اسلامی نقشی فعال داشت. پس از مدتی مسئولیت شهرداری هفشجان را پذیرفت و پس از آن به دادگاه انقلاب شهرکرد رفت. او مدتی را به خدمت در اداره آموزش و پرورش شهرستان فارسان پرداخت. بعد از ۷ تیر ۱۳۶۰ و درگذشت برادرش رحمان، که نمایندگی مردم شهرکرد را در دوره اول مجلس شورای اسلامی به عهده داشت؛ در انتخابات میاندوره ای مجلس از سوی مردم شهرکرد به نمایندگی مردم شهرکرد در مجلس شورای اسلامی انتخاب شد.

## درگذشت
استکی، در اول دی ۱۳۶۰ و پس از بازگشت از سفرش به مناطق جنگی به همراه تعدادی از مسئولین شهرستان برای زیارت به مشهد آمد و به همراه امامقلی جعفرزاده سامانی، فرماندار شهرکرد، در خیابان گاز مشهد به دست سازمان مجاهدین خلق با اصابت ترکش نارنجک ترور شد. آرامگاه وی در زادگاهش شهرکرد قراردارد.

## آراء
- نماینده دوره اول مجلس شورای اسلامی حوزه انتخابیه چهارمحال و بختیاری (شهرکرد) تعداد آراء: ۵۷٬۹۵۸ درصد آراء: ۷۷٫۷۰[۷][۸][۹]